# (3004) Knud
(3004) Knud (1976 DD) est un astéroïde de la ceinture principale découvert le 27 février 1976 par Richard M. West à l'observatoire de La Silla.